# ام‌سی‌پی‌بی
ام‌سی‌پی‌بی (به انگلیسی: MCPB) با فرمول شیمیایی C۱۱H۱۳ClO۳ یک ترکیب شیمیایی با شناسه پاب‌کم ۷۲۰۷ است؛ که جرم مولی آن ۲۲۸٫۶۷ g/mol می‌باشد.